# Xanthothrix albipuncta
Xanthothrix albipuncta là một loài bướm đêm trong họ Noctuidae.